# Сантос, Николас
Николас Араужо Диас дос Сантос (порт. Nicholas Araújo Dias dos Santos; род. 14 февраля 1980 года, Рибейран-Прету) — бразильский пловец, специализирующийся в плавании кролем и баттерфляем на коротких дистанциях. Пятикратный чемпион мира по плаванию на «короткой воде», 4-кратный призёр чемпионатов мира по плаванию на «длинной воде», победитель Панамериканских игр и летней Универсиады. Действующий рекордсмен мира на дистанции 50 метров баттерфляем в 25-метровых бассейнах. Самый возрастной призёр чемпионатов мира по плаванию в истории (42 года и 4 месяца на чемпионате мира 2022 года).

## Биография
Родился в городе Рибейран-Прету, Бразилия.
На чемпионате мира 2001 года в Фукуоке выступал на дистанции 50 метров кролем, где в первом раунде, проплыв за 23,04 секунды, занял 30-е место.

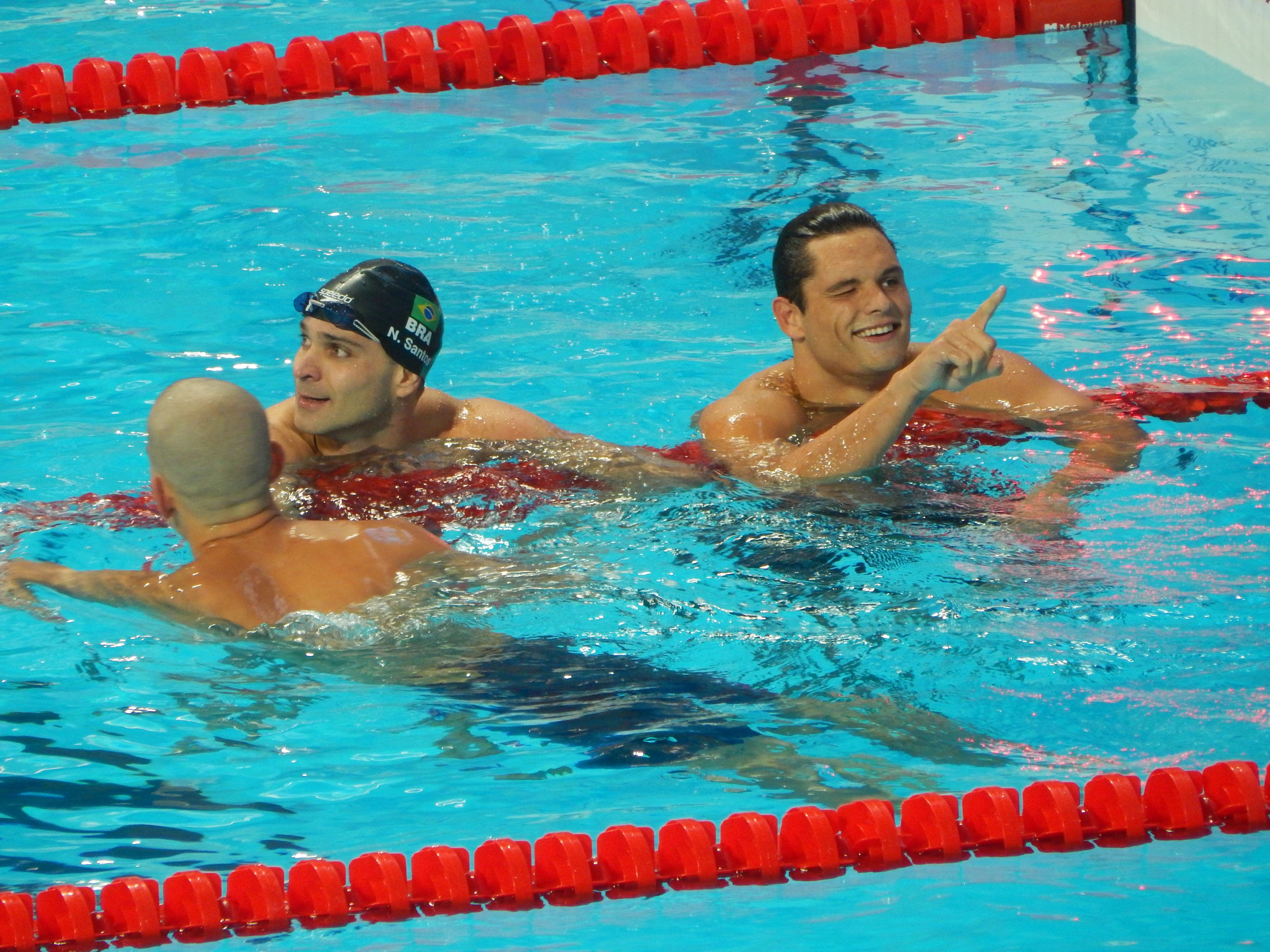
Сантос (в шапочке) на чемпионате мира 2015 года

Участник чемпионата мира по водным видам спорта 2003 года в Барселоне. Плыл на дистанции 50 метров баттерфляем. Проплыл дистанцию за 25,15 секунды, таким образом занял 40-е место и выбыл из соревнований.
Участник летней Универсиады 2005 года в Измире. Завоевал две бронзовые медали на дистанциях 50 метров кролем и 50 метров баттерфляем.
Участник летней Универсиады 2007 года в Бангкоке. Завоевал золотую медаль на дистанции 50 метров кролем и «серебро» на дистанции 50 метров баттерфляем.
Участник летних Олимпийских игр 2008 года в Пекине. Плыл на дистанции 50 метров кролем. В первом раунде, проплыв за 22,00 секунды, занял 11-е место и вышел в полуфинал. В полуфинале проплыл за 22,15 секунды, таким образом занял 16-е место и выбыл из соревнований.
Участник чемпионата мира по водным видам спорта 2009 года в Риме. Плыл на дистанциях 50 метров кролем и 50 метров баттерфляем. На дистанции 50 метров кролем в первом раунде, проплыв за 21,95 секунды, занял 13 место и вышел в полуфинал. В полуфинале, проплыв за 21,69 секунды, занял 10 место и выбыл из соревнований. На дистанции 50 метров баттерфляем в первом раунде, проплыв за 23,23 секунды, занял 8 место, вышел в полуфинал и установил рекорд Южной Америки. В полуфинале, проплыв за 23,00 секунды, занял 3 место и вышел в финал. В финале проплыл за 23,00 секунды, таким образом занял 5 место.
Участник чемпионата мира по водным видам спорта 2013 года в Барселоне. Плыл на дистанции 50 метров баттерфляем. В первом раунде, проплыв за 23,45 секунды, занял 12-е место и вышел в полуфинал. В полуфинале, проплыв за 22,81 секунды, занял первое место и вышел в финал. В финале проплыл за 23,21 секунды, занял 4-е место. При этом чемпион Сезар Сьело в финале проплыл медленнее (23,01), чем Сантос в полуфинале.
Участник чемпионата мира по водным видам спорта 2015 года в Казани. Плыл на дистанциях 50 м баттерфляем. В первом раунде, проплыв за 23,41 секунды, занял 6 место и вышел в полуфинал. В полуфинале, проплыв за 23,05 секунды, занял 2-е место и вышел в финал. В финале проплыл за 23,09 сек и завоевал серебряную медаль.
6 октября 2018 года на этапе Кубка мира по плаванию Николас побил мировой рекорд на дистанции 50 м баттерфляем в 25-метровых бассейнах с результатом 21,75 секунды.
На чемпионате мира 2019 года в корейском Кванджу завоевал бронзовую медаль на дистанции 50 м баттерфляем, уступил победителю 0,44 сек.
На чемпионате мира по плаванию на короткой воде 2021 года в Абу-Даби выиграл золото на дистанции 50 м баттерфляем в возрасте 41 года и 10 месяцев.
На чемпионате мира 2022 года в Будапеште 42-летний Сантос завоевал серебро на дистанции 50 м баттерфляем (22.78), уступив только Калебу Дресселу (22.57).